# Лобелия алая
Лобелия алая, или Лобелия тёмно-красная, или Лобелия пурпуровая, или Лобелия красная (лат. Lobelia cardinalis) — многолетнее прибрежно-водное травянистое растение, вид рода Лобелия (Lobelia) семейства Колокольчиковые (Campanulaceae).
Растение попало в Европу в середине 1620-х годов. Видовое название дано растению, вероятно, из-за сходства окраски цветка и облачения католических кардиналов.

## Распространение
Происходит из Северной Америки. Естественный ареал охватывает юго-восточную Канаду, простирается на юг через восточную и юго-западную части Соединенных Штатов, пересекая на юге Мексику, Центральную Америку и захватывает северную часть Колумбии.

## Ботаническое описание
Многолетнее прибрежно-водное травянистое растение, вырастающее до 1,2 м в высоту и встречающееся во влажных местах, на берегах ручьев и на болотах. Листья до 20 см в длину и 5 см в ширину, от ланцетных до овальных, с зубчатым краем. Цветки ярко-красные, зигоморфный, с пятью лепестками, диаметром до 4 см, формируют соцветие в виде прямостоячей кисти высотой до 70 см. Известны также формы с белыми (f. alba) и розовыми (f. rosea) цветками. Произрастает вдоль ручьев, родников, болот и в низких лесных массивах. Lobelia cardinalis опыляется рубиновогорлым колибри (Archilochus colubris).

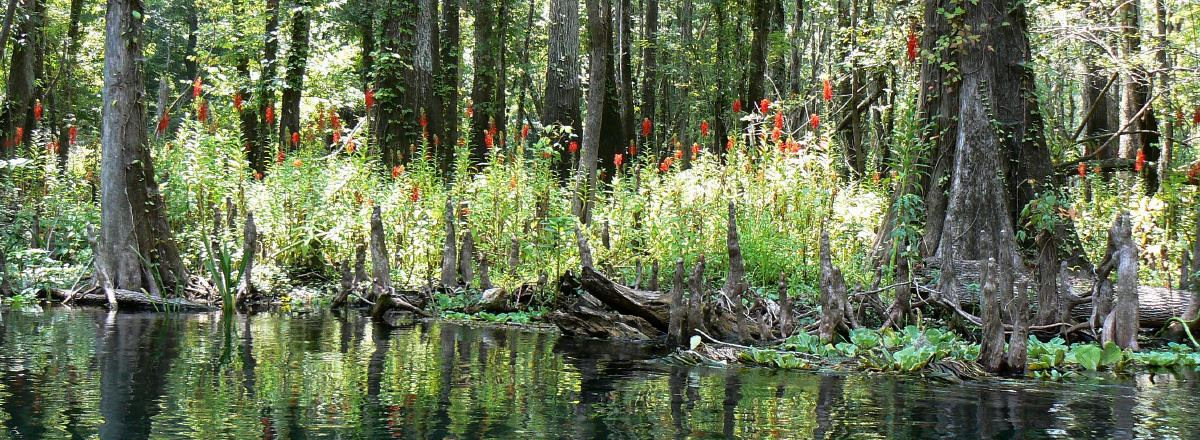
Lobelia cardinalis на берегу реки Ichetucknee River, Флорида.

### Синонимы
- Dortmannia cardinalis (L.) Kuntze
- Dortmannia cordigera (Cav.) Kuntze
- Dortmannia engelmanniana Kuntze
- Dortmannia fulgens (Humb. & Bonpl. ex Willd.) Kuntze
- Dortmannia graminea (Lam.) Kuntze
- Dortmannia longifolia (C.Presl) Kuntze
- Dortmannia phyllostachya (Engelm.) Kuntze
- Dortmannia splendens (Humb. & Bonpl. ex Willd.) Kuntze
- Lobelia coccinea (Moench) Stokes nom. illeg.
- Lobelia cordigera Cav.
- Lobelia formosa Roth ex Schult. nom. inval.
- Lobelia fulgens Humb. & Bonpl. ex Willd.
- Lobelia ignea Paxton nom. inval.
- Lobelia kerneri L.Nagy
- Lobelia longifolia (C.Presl) A.DC.
- Lobelia marryattiae Paxton
- Lobelia mucronata Engelm. nom. illeg.
- Lobelia phyllostachya Engelm.
- Lobelia porphyrantha Decne. ex Groenland
- Lobelia princeps Otto & A.Dietr.
- Lobelia propinqua J.W.Loudon nom. inval.
- Lobelia punicea Otto & A.Dietr.
- Lobelia ramosa Burb. nom. illeg.
- Lobelia schiedeana Heynh. nom. inval.
- Lobelia splendens Humb. & Bonpl. ex Willd.
- Lobelia texensis Raf.
- Rapuntium cardinale (L.) Mill.
- Rapuntium coccineum Moench nom. illeg.
- Rapuntium cordigerum (Cav.) C.Presl
- Rapuntium fulgens (Humb. & Bonpl. ex Willd.) C.Presl
- Rapuntium gramineum (Lam.) C.Presl
- Rapuntium longifolium C.Presl
- Rapuntium splendens (Humb. & Bonpl. ex Willd.) C.Presl
- Tupa ignescens Payer

## Значение и применение
Культивируется во многих частях света как декоративное красивоцветущее, иногда как аквариумное растение. Коренными народами Америки растение использовалось в качестве лекарственного растения. Содержит ядовитые алкалоиды.